# قطعنامه ۵۴۳ شورای امنیت
قطعنامه ۵۴۳ شورای امنیت سازمان ملل متحد که در تاریخ ۲۹ نوامبر ۱۹۸۳ تصویب شد، سندی بین‌المللی دربارهٔ اسرائیل-جمهوری عربی سوریه است. این قطعنامه طی نشست ۲۵۰۲ام با ۱۵ موافق، ۰ مخالف و ۰ ممتنع تصویب شد.